# Грубер, Александр (югославский футболист)
Александр Грубер (серб. Александар Грубер / Aleksandar Gruber; род. 3 февраля 1974, Породин, Битола) — югославский футболист, опорный полузащитник.

## Биография
В начале взрослой карьеры играл за клубы третьего и второго дивизионов Югославии «Синджелич» (Белград), «Раднички» (Пирот), «Звездара» (Белград). Осенью 1999 года выступал в высшем дивизионе Польши за «Лех» (Познань). Затем снова выступал за «Звездару», в сезоне 2000/01 клуб стал победителем второго дивизиона Югославии, но футболист ещё во время зимнего перерыва покинул команду.
В 2001 году играл в высшей лиге Белоруссии за клуб «Славия-Мозырь», куда перешёл вместе с группой игроков из Югославии под руководством тренера Владо Петровича. Стал финалистом Кубка Белоруссии 2000/01 и принимал участие в играх еврокубков. Затем играл в высшем дивизионе Югославии за «Войводину» (Нови-Сад) и «Рудар» (Плевля) и во втором дивизионе за «Раднички» (Пирот). В конце карьеры провёл два сезона в латвийском «Вентспилсе», двукратный бронзовый призёр чемпионата и двукратный обладатель Кубка Латвии (2004, 2005).
После окончания игровой карьеры работал футбольным агентом.